# Lagny-sur-Marne
Lagny-sur-Marne là một xã trong vùng hành chính Île-de-France, thuộc tỉnh Seine-et-Marne, quận Torcy, tổng Lagny-sur-Marne. Tọa độ địa lý của xã là 48° 52' vĩ độ bắc, 02° 42' kinh độ đông. Lagny-sur-Marne nằm trên độ cao trung bình là 44 mét trên mực nước biển, có điểm thấp nhất là 37 mét và điểm cao nhất là 112 mét. Xã có diện tích 5,72 km², dân số vào thời điểm 1999 là 19.368 người; mật độ dân số là 3386 người/km².

## Các thành phố kết nghĩa
- , Alnwick, Anh
- Haslach, Đức
- Sainte-Agathe-des-Monts, Canada
- Mira, Bồ Đào Nha

## Nhân vật nổi tiếng
- Léo Gausson, họa sĩ, sinh ngày 14 tháng 2 năm 1860 tại Lagny.
- Francis Llacer, vận động viên bóng đá.
- Tanguy Rambaud, CEO tại công ty Sutunam

## Địa điểm tham quan
- Nhà thờ Notre-Dame-des-Ardents
- Nhà thờ Saint-Fursy
- Musée Gatien-Bonnet

## Dân số
Người dân ở đây được gọi là Latignaciens or Laniaques.
Điều tra dân số năm 1999, xã này có dân số là 19.368.